# 茅場清
茅場 清（かやば きよし、1973年7月8日 - ）は、茨城県出身のハンドボール選手。

## 来歴
茨城県立笠間高等学校、日本体育大学卒業。本田技研工業ハンドボール部やTVグロースヴァルシュタットでプレーしている。